# Handboll vid olympiska sommarspelen 2004
Handbollsturneringen vid Olympiska sommarspelen 2004 spelades i två arenor. Gruppspelet spelades i Faliro Coastal Zone Olympic Complex med kapacitet för 8 019 åskådare. Slutspelet spelades i Hellenikon Olympic Complex med kapacitet 13 631 åskådare.
Herrarna gjorde upp i två grupper om sex lag i varje där de fyra bästa i varje grupp gick vidare till kvartsfinal. För damerna gällde de två grupper om fem lag i varje, även där gick de fyra bästa i varje grupp vidare till kvartsfinal.

## Medaljfördelning
| Gren                            | Guld | Silver | Brons |
| Damernas turnering Detaljer...  | Danmark Mette Vestergaard Larsen Josephine Touray Camilla Ingemann Thomsen Rikke Skov Rikke Schmidt Louise Bager Nørgaard Karin Oernhoej Mortensen Henriette Roende Mikkelsen Lotte Kiærskou Rikke Hørlykke Jørgensen Trine Jensen Katrine Fruelund Line Daugaard Karen Brødsgaard Kristine Andersen | Sydkorea Oh Yong-ran Oh Sung-ok Lim O-kyeong Woo Sun-hee Kim Cha-youn Moon Kyeong-ha Lee Gong-joo Jang So-hee Myoung Bok-hee Choi Im-jeong Kim Hyun-ok Huh Young-sook Huh Soon-young Moon Pil-hee Lee Sang-eun                                          | Ukraina Olena Jatsenko Olena Tsygitsa Ganna Sijukalo Oksana Rajyhel Olena Radtjenko Galyna Markusjevska Natalija Ljapina Larysa Zaspa Iryna Hontjarova Maryna Vergeljuk Anastasija Borodina Natalija Borysenko Ljudmyla Sjevtjenko Ganna Burmystrovna Tetyana Sjinkarenko    |
| Herrarnas turnering Detaljer... | Kroatien Davor Dominiković Venio Losert Ivano Balić Vedran Zrnić Igor Vori Goran Šprem Denis Špoljarić Vlado Šola Petar Metličić Valter Matošević Blaženko Lacković Nikša Kaleb Slavko Goluža Mirza Džomba                                                                                           | Tyskland Torsten Jansen Stefan Kretzschmar Volker Zerbe Christian Zeitz Frank von Behren Daniel Stephan Christian Schwarzer Christian Ramota Klaus-Dieter Petersen Florian Kehrmann Jan Olaf Immel Pascal Hens Henning Fritz Mark Dragunski Markus Baur | Ryssland Aleksandr Tutjkin Aleksej Kostygov Vjatjeslav Gorpisjin Pavel Basjkin Aleksander Gorbatikov Sergej Pogorelov Aleksej Rastvortsev Denis Krivosjlykov Eduard Koksjarov Oleg Kulesjov Michail Tjipurin Vitalij Ivanov Andrej Lavrov Dmitrij Torgovanov Vasilij Kudinov |

## Grupper

### Herrar
Damernas turnering innehöll tolv lag i två grupper.
| Grupp A: - Kroatien - Sydkorea - Island - Ryssland - Slovenien - Spanien | Grupp B: - Brasilien - Egypten - Frankrike - Tyskland - Grekland - Ungern |

### Damer
Damernas turnering innehöll tio lag i två grupper.
| Grupp A: - Brasilien - Kina - Grekland - Ungern - Ukraina | Grupp B: - Angola - Danmark - Frankrike - Sydkorea - Spanien |

Då alla lagen mött varandra gick de fyra bäst placerade vidare till kvartsfinalerna.

## Medaljtabell
| Pl. | Nation   | Guld | Silver | Brons | Totalt |
| --- | -------- | ---- | ------ | ----- | ------ |
| 1   | Danmark  | 1    | 0      | 0     | 1      |
| 1   | Kroatien | 1    | 0      | 0     | 1      |
| 3   | Sydkorea | 0    | 1      | 0     | 1      |
| 3   | Tyskland | 0    | 1      | 0     | 1      |
| 5   | Ukraina  | 0    | 0      | 1     | 1      |
| 5   | Ryssland | 0    | 0      | 1     | 1      |